# Blaga Aleksova
Blaga Aleksova (in macedone Блага Алексова?; Tetovo, 24 gennaio 1922 – Skopje, 12 luglio 2007) è stata un'archeologa macedone.

## Biografia
Aleksova è nata il 20 gennaio 1922 a Tetovo. Ha terminato la scuola superiore a Skopje e si è laureata presso l'Istituto di Storia dell'Arte e Archeologia presso la Facoltà di Filosofia a Skopje nel 1950. Dottorato in archeologia medievale all'Università di Lubiana nel 1958. Ha lavorato come curatrice al Museo Civico di Skopje dal 1948 al 1950 e al Museo Archeologico di Macedonia (1950-1975), dove ha diretto il Dipartimento di Archeologia Medievale. Dal 1962 al 1975 è stato direttore di questa istituzione. Si è specializzata nel Centro di studi bizantini presso l'Università Harvard di Washington DC (1971 e 1983). Dal 1975 al 1983 ha lavorato presso l'Istituto d'Arte Storica con l'archeologia come professore di archeologia medievale e paleocristiana. Ha studiato necropoli medievali, gioielli e produzione ceramica come prova delle usanze, credenze e cultura degli slavi. Ha scoperto e interpretato la penetrazione del cristianesimo primitivo in Macedonia, attraverso gli scavi di numerosi centri paleocristiani. La sua ricerca mirava a dimostrare la continuità culturale tra il primo cristianesimo e il medioevo in Macedonia. Ha scoperto la più antica chiesa cristiana in Macedonia (la vecchia Basilica episcopale di Stobi). Ha effettuato scavi nelle località: Demir Kapija, Bargala, Krupiste, Strumica, Polog, Ohrid, Prespa, Dojran, Orizari, Radolista e Stobi. Ha collaborato con progetti di ricerca internazionali (jugoslavo-americani) a Bargala e Stobi. Ha partecipato a numerosi raduni scientifici in Macedonia, Stati Uniti, Austria, Inghilterra, Russia, Romania, Turchia, Bulgaria, Italia, Croazia, Serbia, Grecia e Albania. Dal 1997 è membro dell'Accademia di Scienze ed Arti di Macedonia. Morì il 12 luglio 2007 a Skopje.